# Gustav Policella
Gustav Policella (* 14. September 1975 in Neustadt an der Weinstraße) ist ein früherer deutscher Fußballspieler.

## Karriere
Policella begann seine Karriere bei der SG Mußbach. Danach spielte er beim 1. FC Kaiserslautern, von dem er 1991 zum SV Waldhof Mannheim wechselte. 1993 kam er erstmals in der Zweiten Bundesliga zum Einsatz. Nach einem Intermezzo bei Eintracht Trier kam er 1996 zum 1. FSV Mainz 05. Die vier Spielzeiten dort waren die erfolgreichsten seiner Karriere. Anschließend spielte er noch zwei Jahre für den MSV Duisburg und ein Jahr für die SpVgg Greuther Fürth in der 2. Liga.
2002 ging er in die Regionalliga: Zuerst war er für Kickers Offenbach aktiv, dann für Fortuna Düsseldorf (jeweils eine Saison) und für den Wuppertaler SV (zwei Spielzeiten). 2008 spielte er für den KFC Uerdingen 05 in der Niederrheinliga.